# Aurélien Quinion
Aurélien Quinion (né le 27 janvier 1993 dans le 20e arrondissement de Paris), est un athlète français, spécialiste des épreuves de marche athlétique. Depuis 2022, il détient le record de France du 35 km marche en 2 h 25 min 57 s. 

## Biographie
En février 2021, Aurélien Quinion devient champion de France en salle du 5 000 mètres marche avec un temps de 19 min 51 s 20. Auparavant, il avait remporté la médaille de bronze du 5 000 m marche en extérieur en 2017 ainsi que celle du 10 kilomètres marche en 2019. 
Le 24 juillet 2022, le Français termine 14e du 35 km marche des championnats du monde à Eugene (États-Unis). Avec un temps de 2 h 28 min 46 s, il s'empare du record de France de cette distance qui remplace le 50km dans les grandes compétitions. Il participe ensuite aux championnats d'Europe de Munich sur la même épreuve mais est disqualifié au 26ème kilomètre après avoir reçu quatre cartons rouges.
Le 12 mars 2023, il devient champion de France du 20 km marche à Aix-les-Bains en 1 h 19 min 57 s, devenant le troisième français sous les 1h 20 min après Yohann Diniz et Bertrand Moulinet. Avec cette performance il réalise les minimas sur 20 km marche pour les Mondiaux de Budapest et les J.O. de Paris.
A Budapest en août, sur 35 km, il est en tête de la course à partir du 14ème kilomètre mais est sanctionné à trois reprises par les juges, ce qui l'oblige à passer en zone de pénalité. Il écope finalement d'un quatrième carton rouge, synonyme de disqualification, comme à Munich en 2022. Il conclut néanmoins sa saison en pulvérisant son propre record de France de la discipline le 28 octobre, avec un chrono en 2 h 25 min 57 s à Zittau en Allemagne. 

## Palmarès
| Date | Compétition                      | Lieu          | Résultat | Épreuve         | Marque          |
| ---- | -------------------------------- | ------------- | -------- | --------------- | --------------- |
| 2017 | Championnats de France           | Marseille     | 3e       | 5 000 m marche  | 21 min 3 s 81   |
| 2019 | Championnats de France           | Saint-Étienne | 3e       | 10 km marche    | 43 min 26 s     |
| 2021 | Championnats de France en salle  | Miramas       | 1er      | 5 000 m marche  | 19 min 51 s 20  |
| 2021 | Championnats de France           | Angers        | 3e       | 10 000 m marche | 40 min 57 s 03  |
| 2022 | Championnats de France           | Caen          | 2e       | 10 000 m marche | 39 min 28 s 56  |
| 2023 | Championnats de France de marche | Aix-les-Bains | 1er      | 20 km marche    | 1 h 19 min 57 s |
| 2023 | Championnats de France           | Albi          | 2e       | 10 km marche    | 40 min 16 s     |

| Date | Compétition                                 | Lieu      | Résultat | Épreuve      | Marque               |
| ---- | ------------------------------------------- | --------- | -------- | ------------ | -------------------- |
| 2022 | Championnats du monde                       | Eugene    | 14e      | 35 km marche | 2 h 28 min 46 s (RF) |
| 2023 | Championnats d'Europe de marche par équipes | Poděbrady | 4e       | 35 km marche | 2 h 29 min 32 s      |

## Records
| Épreuve              | Épreuve   | Marque               | Lieu                     | Date            |
| -------------------- | --------- | -------------------- | ------------------------ | --------------- |
| 3 000 m marche       | Plein air | 11 min 35 s 60       | Franconville             | 15 juin 2019    |
| 5000 m marche        | Plein air | 19 min 29 s 20       | Versailles               | 8 mai 2022      |
| 5000 m marche        | Salle     | 19 min 37 s 19       | Vittel                   | 22 janvier 2022 |
| 10 000 m marche      | Plein air | 39 min 28 s 52       | Caen                     | 26 juin 2022    |
| 10 kilomètres marche | Plein air | 40 min 54 s          | Conflans-Sainte-Honorine | 10 juin 2018    |
| 20 kilomètres marche | Plein air | 1 h 22 min 29 s      | La Corogne               | 3 juin 2017     |
| 35 kilomètres marche | Plein air | 2 h 25 min 57 s (RF) | Zittau                   | 28 octobre 2023 |
| 50 kilomètres marche | Plein air | 3 h 57 min 5 s       | Aschersleben             | 14 octobre 2018 |